# トルチュ島の遭難者
トルチュ島の遭難者 (とるちゅとうのそうなんしゃ、原題：Les Naufragés de l'île de la Tortue)は、1974年制作のフランス映画。ジャック・ロジエ監督の第３作目の長編。1976年にフランスで封切りされたが、興行的にはふるわなかった。

## スタッフ
- 監督：ジャック・ロジエ
- 脚本：ジャック・ロジエ
- 制作：ジャック・ポワトロノ（フランス語版）
- 撮影：コラン・ムニエ（フランス語版）、ジャン＝ポール・ムリス
- 音楽：ナナ・ヴァスコンセロ（ポルトガル語版）
- 編集：ジャック・ロジエ、フランソワーズ・テヴノ
- 録音：ジャン＝フランソワ・シュヴァリエ

## キャスト
- ピエール・リシャール：ジャン＝アルチュール・ボナヴァンチュール
- モーリス・リッシュ：グロ＝ノノ
- ジャック・ヴィルレ（フランス語版）：プチ＝ノノ
- キャロリーヌ・カルティエ（フランス語版）：ジュリー
- パトリック・シェネ（フランス語版）：旅行客

## ストーリー
旅行社社員のボナヴァンチュールは、アンティル諸島の無人島でのサバイバル滞在を謳った、新しい旅行商品「ロビンソン・クルーソー、3000F、後は自分で」を計画する。初めての客である男女６人を現地の飛行場で迎え、同僚のプチ＝ノノとクルーズ船で島まで引率しようするのだが、途中路線バスを使ったために目的の港までその日には着けないで野宿のありさま。島には小説にあるように泳いで渡るべきだと主張するボナヴァンチュールの態度に客が反撥、結局上陸したのはヤギ用のボートに便乗した一人旅のジュリーとプチ＝ノノだけ。ひとり服を着たまま泳いで渡ったボナヴァンチュールは日没で行方不明に。翌朝目が覚めるともはや船の姿はなく、同僚の行方を求めて島の探検に出発した二人は、ボナヴァンチュールの麦わら帽子を薮の中で発見する．．．